# Schubert Olívia
Schubert Olívia (Bóly, ? – ) magyarországi német nemzetiségi politikus, 2018 szeptembere és 2019 áprilisa között a Magyarországi Németek Országos Önkormányzatának elnöke.

## Élete
Anyai és apai ágon egyaránt „sváb” családból származik; apai felmenői bólyiak, anyaági családtagjai részben Székelyszabarról, részben Monyoródról származnak. Középiskolai tanulmányait a pécsi Leőwey Klára Gimnázium német nemzetiségi tagozatán folytatta, ott tette le érettségi vizsgáját is. Egyetemi tanulmányait úgyszintén Pécsett kezdte történelem és politológia szakokon, majd ösztöndíjasként a kölni egyetem politikatudomány–germanisztika–történelem szakjait is elvégezte, később pedig mindezen végzettségei mellé EU-szakértői és közigazgatási menedzseri diplomát is szerzett.
2002-től a Nemzeti és Etnikai Kisebbségi Hivatal, később a Miniszterelnöki Hivatal munkatársaként volt a nemzetiségi és EU-s pályázati ügyek felelőseinek egyike, majd 2007-től a Magyarországi Németek Országos Önkormányzatának hivatalvezetője lett. Később a nagyvállalati szférában helyezkedett el, mintegy öt éven át az Audi Hungaria Zrt. Oktatási és Tudományos Kooperációk Osztályának vezetőjeként dolgozott.
Heinek Ottó elnök halála után 2018. szeptember 15-én a Magyarországi Németek Országos Önkormányzatának közgyűlése egyhangú szavazással őt választotta az elnöki tisztség betöltésére; korábban a szervezet alelnöke volt. 2019 januárjában balesetet szenvedett, emiatt áprilisbam lemondott elnöki tisztségéről.